# 大阪湾見守りネット
大阪湾見守りネット（おおさかわんみまもりネット）は、大阪湾に関心のある個人や団体からなる、ゆるやかなネットワークで、大阪湾という広域で、大阪湾再生をミッションとし、かつ大阪湾に関わる官民を問わない個人や団体をメンバーとするネットワークである。

## 概要
2005年（平成17年）2月に開催した「ほっといたらあかんやん！大阪湾フォーラム」（主催：国土交通省近畿地方整備局）に集まったメンバーを中心に大阪湾に関心のある個人や団体からなる、ゆるやかなネットワークで、2005年（平成17年）11月に設立された。多様な主体がメンバーになることから、大阪湾再生に向けた情報交換や共有の場、相互理解の場としての大阪湾フォーラム開催などの活動を行っている。平成18年度日本港湾協会企画賞を国土交通省近畿地方整備局　神戸港湾空港技術調査事務所と連名で受賞している。仮事務局は大阪市長居公園の大阪市立自然史博物館。

## 大阪湾見守りネットがめざすもの
「大阪湾見守りネット」設立趣意書には下記が示されている。
- 魅力と活力のある、美く豊かな大阪湾の再生。
- 大阪湾の環境再生を願う個人と関係団体によるゆるやかな交流と連携。
- 「楽しく面白く」を基本に、自発的で自立的な取り組み。
- 見守りネットは、地域の市民団体、小中高校と大学、漁業関係者、企業、行政機関などと幅広い協働の取り組み。

## 大阪湾フォーラム
2005年（平成17年）から毎年大阪湾のイベントとして大阪湾フォーラムを開催しており、開催場所とテーマは下記の通り。
- 第1回：大阪市立自然史博物館『つなげよう！わたしたちの「大阪湾見守りネットワーク」』2005年２月26日[2]
- 第2回：須磨水族園『大阪湾まるごと水族園』2006年２月26日[2]
- 第3回：大阪府きしわだ自然資料館、岸和田市立公民館『ちりもん！海もん！宝もん！』2007年3月4日[2]
- 第4回：兵庫県西宮市御前浜・香櫨園浜、西宮浜産業交流会館等『西宮で貝・会・海（かい・かい・かい）』2008年3月８日[2]
- 第5回：大阪市海遊館『今日は大阪湾の日！』2009年２月28日[2]
- 第6回：おおさかATCグリーンエコプラザ、大阪南港野鳥園『はばたく！あしたの海岸線』平成22年３月６日[2]
- 第7回：関西国際空港、りんくう公園『人工島から考える陸と海のつながり』平成23年2月26日[2]
- 第8回：神戸市立須磨海浜水族園『SMAPro ～さぁ須磨から未来に発信～』平成24年3月4日[3]
- 第9回：海遊館、『海へのつながり、海からのつながり』平成25年3月10日[4]
- 第10回：大阪市立自然史博物館「大阪湾years2012-2013総括イベント」の中核イベント　平成26年3月2日(日)
- 第11回：大阪市民交流センタあさひ西、「河川(かわ)からのおくりもの・私たちの川 自慢」平成27年3月15日[5]
- 第12回：『湾奥から感じて、循環（つながり）、伝える』2016年3月5日[6]
- 第13回：神戸市立須磨海浜水族園『まあるい大阪湾・須磨でひっぱりだこ』2017年3月4日[7]
- 第14回：大阪府立青少年海洋センター『大阪湾もりもり ある時♪、ない時♪』2018年2月24日[8][9]

## 主な会員・支援団体等
- 国土交通省近畿地方整備局港湾空港部、近畿地方環境事務所きんき環境館
- 大阪湾環境保全協議会、大阪湾広域臨海環境整備センター、大阪府立環境農林水産総合研究所
- 大阪市立自然史博物館、おおさかATCグリーンエコプラザ　水・土壌汚染研究部会　底質汚染分科会、帆船「あこがれ」
- 貝塚市立自然遊学館、きしわだ自然資料館
- 神戸市立須磨海浜水族園、西宮市貝類館、海遊館
- （財）大阪湾ベイエリア開発推進機構
- アルパック、（株）地域計画建築研究所、ミクニヤ、関西国際空港（株）、関西国際空港用地造成（株）
- 大阪府立大学大学院生命環境科学研究科・海洋システム工学科、大阪大学環境サークルGECS
- 大阪アニマル&オーシャン専門学校、大阪コミュニケーションアート専門学校
- NPOこども環境活動支援協会、NPO釣り文化協会、全日本釣り団体協議会、大阪府釣りインストラクター連絡機構
- NPO人と自然とまちづくりと、NPO法人南港ウェットランドグループ、NPOエコデザインネットワーク、アマモ種子バンク、海守
- 男里川の干潟を守る会、近木川流域自然大学研究会、浜寺公園自然の会、西淀自然文化協会、和泉葛城山ブナ愛樹クラブ
- 海藻押し葉クラブ、国立公園成ヶ島を美しくする会、日本野鳥の会大阪支部
- 近畿みなとの達人、日本ウミガメ協議会、日本水産学会、TEAM 魚っしょい！、神戸川と海を考える会、兵庫運河を美しくする会、
- シグナスヨットクラブ、新西宮ヨットハーバー、浜寺公園自然の会、海洋生態研究所
- すがたの狩人、水辺環境浄化研究会、南大阪自然環境研究所、大阪湾海岸生物研究会

他（順不同）

## 仮事務局所在地
- 〒546-0034：大阪府大阪市東住吉区長居公園1-23 大阪市立自然史博物館